# Deadpool uccide l'Universo Marvel
Deadpool uccide l'universo Marvel è una miniserie fumettistica della Marvel Comics, con protagonista Wade Wilson. La collana venne pubblicata per la prima volta tra l'1 e il 4 ottobre del 2012 ottenendo un importante successo  fino alla sua ripubblicazione in un unico volume nel 2020.

## Trama
La trama è incentrata sulle vicende del "Mercenario Chiacchierone" conosciuto meglio come Deadpool; che dopo essere venuto a conoscenza che tutto ciò che lo circonda è puramente fittizio, creato appositamente da disegnatori e scrittori degli studi della Marvel Comics, decide di eliminare tutti i personaggi dell'universo Marvel per salvarli, a detta sua, da questa triste realtà. Comincia così un viaggio che lo porterà a scontrarsi con i più grandi eroi e Super-cattivi del mondo Marvel, tra cui Spiderman, i fantastici 4, taskmaster, e molti altri personaggi.

## Opere successive
Dopo il grande successo della prima collana, tra il settembre e il dicembre 2017 venne pubblicata negli Stati Uniti una seconda miniserie, intitolata  Deadpool Kills The Marvel Universe Again , composta da cinque volumi, con disegnatore Dalibor Talajic e autore della storia Cullen Bunn. Nel 2018 viene pubblicata in Italia con il titolo “Deadpool uccide l’universo Marvel ancora”. 